# دانشگاه ایالتی بووی
دانشگاه ایالتی بووی (انگلیسی: Bowie State University) دانشگاه دولتی آمریکایی است، که در شهر بووی، مریلند مستقر می‌باشد.